# دیتر شومله
دیتر شومله (انگلیسی: Dieter Schwemmle؛ زادهٔ ۲۸ ژوئیهٔ ۱۹۴۹) بازیکن فوتبال سابق اهل آلمان است.
از باشگاه‌هایی که در آن بازی کرده‌است می‌توان به باشگاه فوتبال کیکرز اوفنباخ، باشگاه فوتبال اشتوتگارت، باشگاه فوتبال بوخوم، و باشگاه فوتبال توئنته اشاره کرد.